# Channur Jagir, Shahpur
Channur Jagir là một làng thuộc tehsil Shahpur, huyện Gulbarga, bang Karnataka, Ấn Độ.